# لوري تومسون (لاعب كرة قدم)
لوري تومسون (بالإنجليزية: Lawrie Thomson)‏ هو لاعب كرة قدم بريطاني في مركز الهجوم، ولد في 26 أغسطس 1936 في Menstrie ‏ في المملكة المتحدة، وتوفي في 10 مارس 2006. لعب مع بونيس يونايتد وسانت جونستون ونادي ألوا أثليتيك ونادي بارتيك ثيسل ونادي فوكستون ونادي كارلايل يونايتد ونادي مارغيت.